# Viorel Hizo
Viorel „Dulăul“ Hizo (* 6. Februar 1947 in Sibiu) ist ein ehemaliger rumänischer Fußballspieler und derzeitiger -trainer.

## Karriere
Hizo war in seiner aktiven Zeit als Torwart bei Șoimii Sibiu und anderen unterklassigen Vereinen in seiner Heimatstadt tätig. Nach dem Aufstieg von FC Inter Sibiu 1986 in die Divizia B wurde Hizo Co-Trainer des Teams, das 1988 den Aufstieg in die Divizia A schaffte. Nach dem Tod von Cheftrainer Constantin Ardeleanu wurde Hizo 1990 dessen Nachfolger. In der Saison 1990/91 gelangen ihm mit einem vierten Platz und dem Gewinn des Balkanpokals die größten Erfolge der Vereinsgeschichte. Dennoch verließ er den Klub 1991, um Co-Trainer von Florin Halagian bei Dinamo Bukarest zu werden, und kehrte erst im Dezember 1992 zurück. Im Oktober 1993 nahm Rapid Bukarest Hizo als Nachfolger von Marcel Pușcaș unter Vertrag. Er konnte sich mit seiner Mannschaft in der Spielzeit 1993/94 für den UEFA-Pokal qualifizieren und dort gegen Sporting Charleroi in die zweite Runde einziehen, wo Rapid gegen Eintracht Frankfurt ausschied. In der Saison 1994/95 trennte sich Rapid im März 1995, als die am Ende verpasste Europapokalteilnahme in Gefahr geriet, von Hizo. Nachdem er bis Saisonende den Ligakonkurrenten FC Național Bukarest betreut hatte, kehrte Hizo mit Beginn der Spielzeit 1995/96 zu Rapid zurück. Seine zweite Amtszeit endete bereits Anfang Oktober 1995, als der Klub ins Mittelfeld der Tabelle zurückgefallen war.
Anfang 1996 übernahm Hizo als Nachfolger von Csaba Györffy Cheftrainer des Ligakonkurrenten FC Brașov, den er zum Klassenerhalt führte. Als der Klub ein Jahr später auf dem letzten Tabellenplatz stand, wurde er im März 1997 entlassen und durch Marian Mihail ersetzt, der den Abstieg nicht mehr verhindern konnte. Hizo selbst wurde im Sommer 1997 vom Spitzenklub Dinamo Bukarest unter Vertrag genommen. Da die angestrebte Qualifikation zum Europapokal gefährdet war, trat er am 5. April 1998 nach der 0:5-Niederlage bei Steaua Bukarest zurück und wurde von Cornel Dinu abgelöst. Anschließend wurde er Assistent von Florin Halagian bei FCM Bacău. Nach dem zwölften Spieltag der Saison 1998/99 wurde er im November 1998 Cheftrainer von Ceahlăul Piatra Neamț. Ihm gelang die Qualifikation zum UI-Cup 1999, wo er in der dritten Runde aufgrund der Auswärtstorregel gegen Juventus Turin ausschied. In der Spielzeit 1999/2000 konnte er diesen Erfolg wiederholen. In der zweiten Halbzeit des Erstrundenrückspiels gegen den estnischen Vertreter JK Trans Narva am 25. Juni 2000 verließ Hizo das Team, da er sich weigerte, den Stürmer Florin Axinia auf Geheiß des Vereinspräsidenten Gheorghe Ștefan auszuwechseln. Nach der Klage Ceahlăuls bei der Liga Profesionistă de Fotbal wurde gegen Hizo am 2. September 2000 ein einjähriges Berufsverbot bei sämtlichen Erstligaklubs verhängt und später sein am 10. April 2001 mit Rapid Bukarest abgeschlossener Vertrag zunächst für ungültig erklärt.
Im Sommer 2001 wurde Hizo dennoch zum dritten Mal Trainer von Rapid Bukarest. Er führte seine Mannschaft ins Pokalfinale 2002, wurde aber zwei Wochen vor dem Finale, am 16. Mai 2002, entlassen und durch Mircea Rednic ersetzt. Im August 2002 trat er die Nachfolge von Petre Grigoraș bei Farul Constanța an, musste aber in der Winterpause bereits wieder gehen. Zu Beginn der Rückrunde kehrte er zu Ceahlăul zurück, das er erneut in den UI-Cup führte. Im März 2003 stand der Klub auf dem letzten Tabellenplatz, als Hizo entlassen und durch Marius Lăcătuș ersetzt wurde. Schon im April 2004 verpflichtete ihn neuerlich Rapid Bukarest. Mit dem amtierenden Meister verpasste der am Ende der Saison 2003/04 die Qualifikation zum UEFA-Pokal und durfte nach Saisonende gehen.
Nach einem Jahr in China kehrte Hizo im September 2005 nach Rumänien zurück. Der Aufsteiger Pandurii Târgu Jiu stand nach vier Spieltagen auf dem letzten Tabellenplatz, als er sich von seinem Trainer Emil Săndoi getrennt hatte. Er konnte den Klub nicht aus dem Tabellenkeller führen und wurde Anfang Mai 2006 wieder entlassen. Nach einem Abstecher bei dem Zweitligisten Delta Tulcea beerbte er am 26. September 2006 den zwei Tage zuvor zurückgetretenen Gheorghe Mulțescu beim Ligakonkurrenten FC Vaslui. Nach Ende der Saison 2006/07 musste er Dorinel Munteanu weichen. Zu Beginn der Spielzeit 2007/08 wurde er zum dritten Mal Cheftrainer von Ceahlăul Piatra Neamț, musste mit dem Klub am Saisonende absteigen. Am 10. Juni 2008 unterschrieb er einen Zweijahresvertrag beim FC Vaslui. Dort startete er mit fünf Siegen aus sechs Spielen in die Saison 2008/09, wurde nach sieben sieglosen Spielen Anfang November 2008 bereits wieder entlassen. Im Mai 2009 nahm ihn erneut Rapid Bukarest unter Vertrag, wo er als Nachfolger von Marian Rada die Qualifikation zur Europa League verpasste. In die Spielzeit 2009/10 war er gut mit seiner Mannschaft gestartet, musste im Oktober 2009 dennoch weichen.
Am 4. Januar 2010 trat er das Traineramt bei dem Zweitligisten Universitatea Cluj an und blieb für drei Monate. Hizo kehrte im Oktober 2010 zum FC Vaslui zurück, der zuvor Juan Ramón López Caro entlassen hatte. In der Saison 2010/11 führte er seine Mannschaft auf den dritten Platz, der aufgrund des Ausschlusses des Zweitplatzierten FC Timișoara zur Qualifikation zur Champions League berechtigte. Dort verpasste er gegen den FC Twente Enschede die Qualifikation zur Gruppenphase und stieg in die Europa League ab. Nach dem Play-off-Sieg gegen Sparta Prag schied er mit seinem Klub in der Gruppenphase gegen Sporting Lissabon und Lazio Rom aus. Nachdem der Verein im Januar 2012 ein Trainingslager in Poiana Brașov auf Druck der Spieler abbrechen und nach Antalya verlagern musste, wurde Hizo von Mäzen Adrian Porumboiu am 27. Januar 2012 entlassen. Im September 2012 wurde er als Nachfolger von Marius Șumudică abermals Cheftrainer in Vaslui. Anfang April 2013 wurde nach einer Niederlage gegen CS Turnu Severin entlassen, da die Qualifikation zur Europa League in Gefahr geriet und durch Gavril Balint ersetzt. Im Mai 2013 übernahm er das Training von Ceahlăul Piatra Neamț als Nachfolger von Constantin Enache. Nachdem der Klassenerhalt sichergestellt worden war, wurde er durch Vasile Miriuță abgelöst.

## Erfolge
- Balkanpokal: 1991
- Rumänischer Vizemeister: 2012
- Qualifikation zur Champions League: 2011
- Qualifikation zum UEFA-Pokal: 1994
- Qualifikation zum UI-Cup: 1999, 2000, 2003